# Course de côte Gex - Col de la Faucille

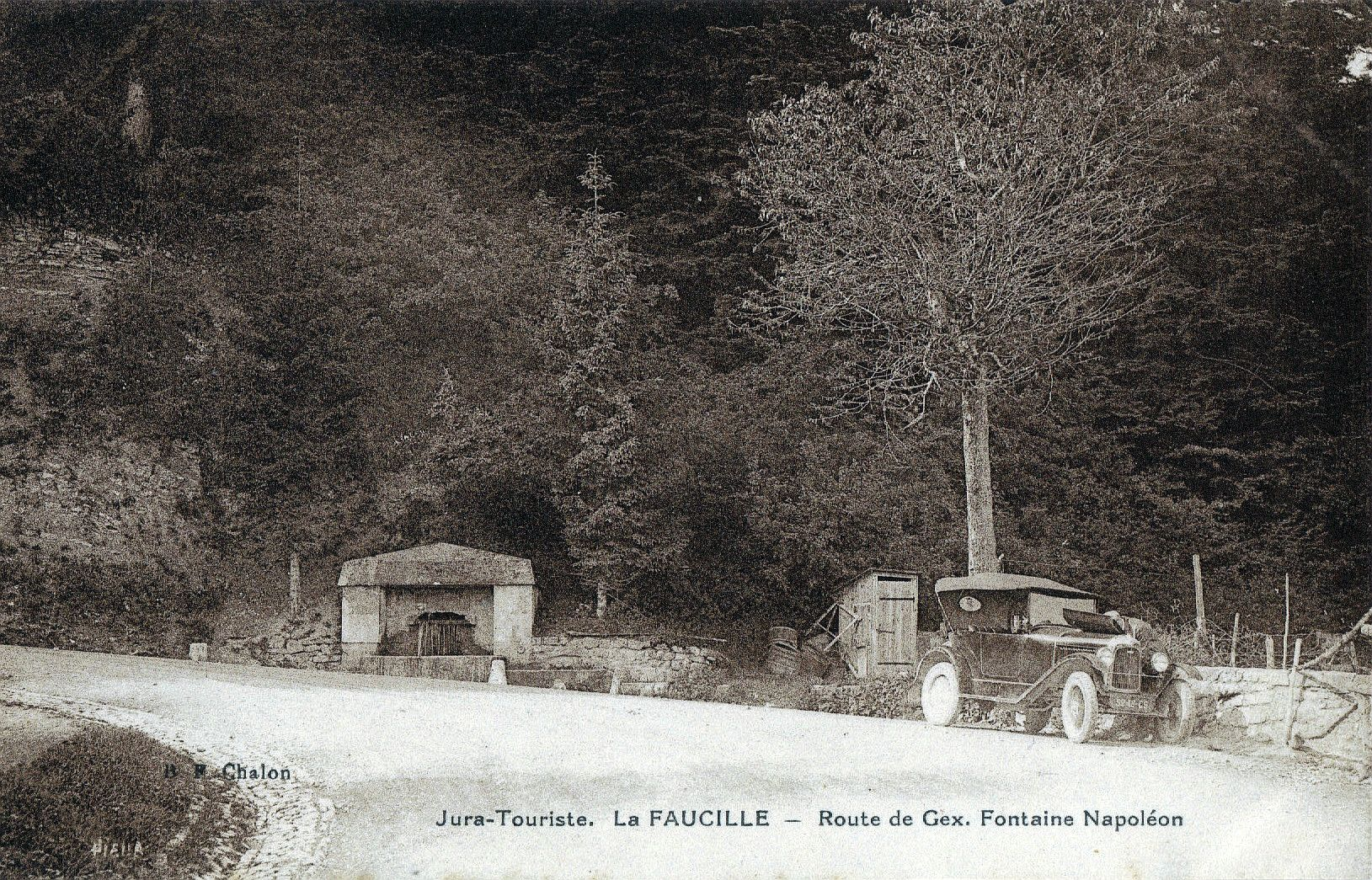
La fontaine Napoléon, durant les années 1920.

La Course de côte Gex - Col de la Faucille est une ancienne compétition automobile de courses de côte disputée en été dans l'Ain, organisée par l'Automobile-Club du Haut-Jura (Saint-Claude) aidé de la section genevoise de l'Automobile Club suisse après-guerre sous le patronage du quotidien L'Équipe et de L'Action automobile.

## Histoire
Toujours créditée d'une longueur dépassant les 10 kilomètres 650 sur la route nationale 5 depuis son départ de Gex (à 641 mètres d'altitude), son tracé passait par la Place du Faubourg d'en Haut (départ), Les Maladières, Florimont, la Fontaine Napoléon et son refuge, Le Pailly et La Mainaz, avant d'atteindre le col à 1 319 mètres, quelque quarante mètres avant son panneau indicateur (alors lieu d'hôtel et de bureau douanier), soit une dénivellation de 678 mètres. La pente moyenne était de 6,6 %, avec une portion à 11 %. 10 postes de commissaires de piste la jalonnaient.

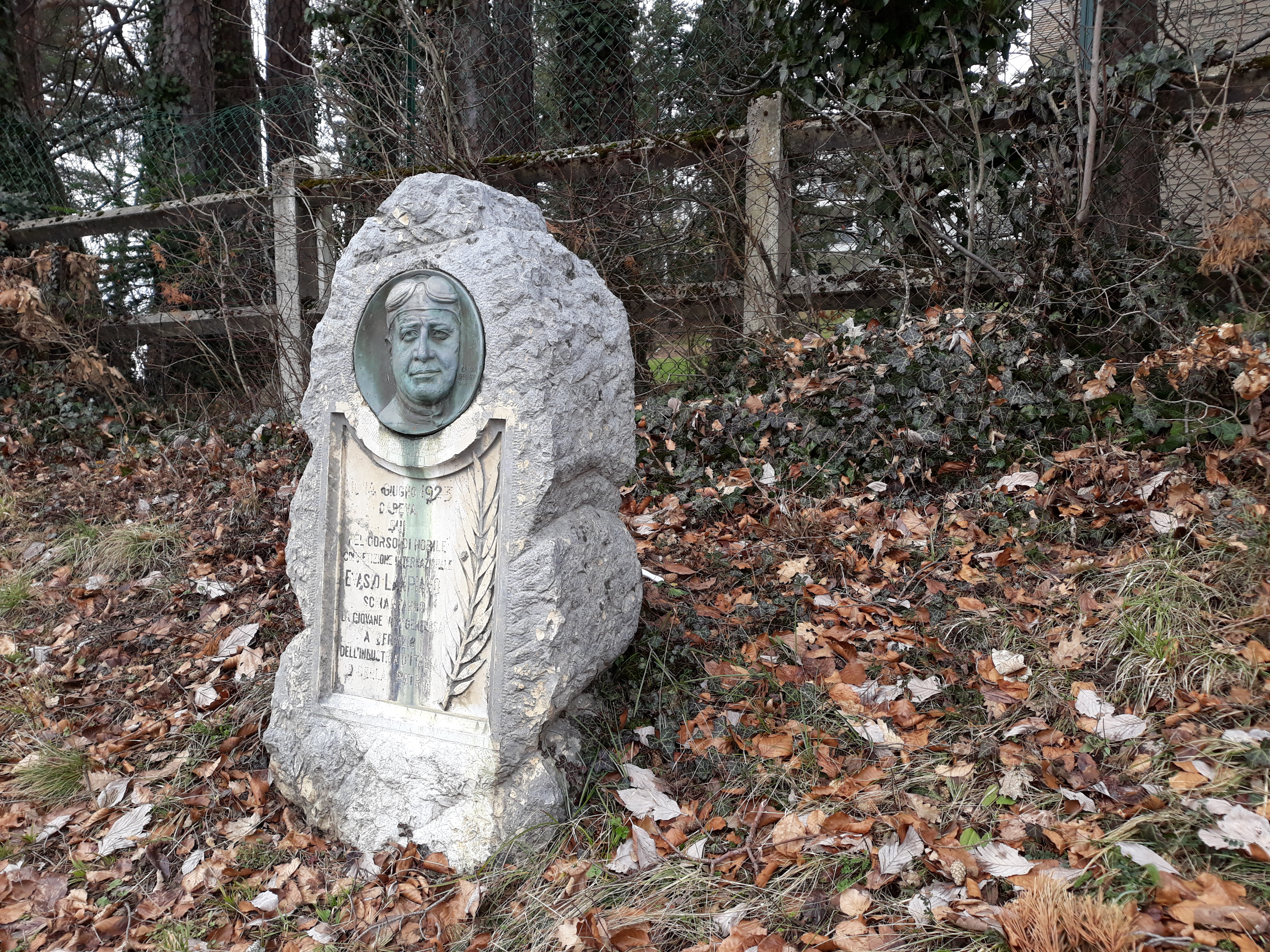
Cénotaphe Evasio Lampiano à l'entrée de Gex.

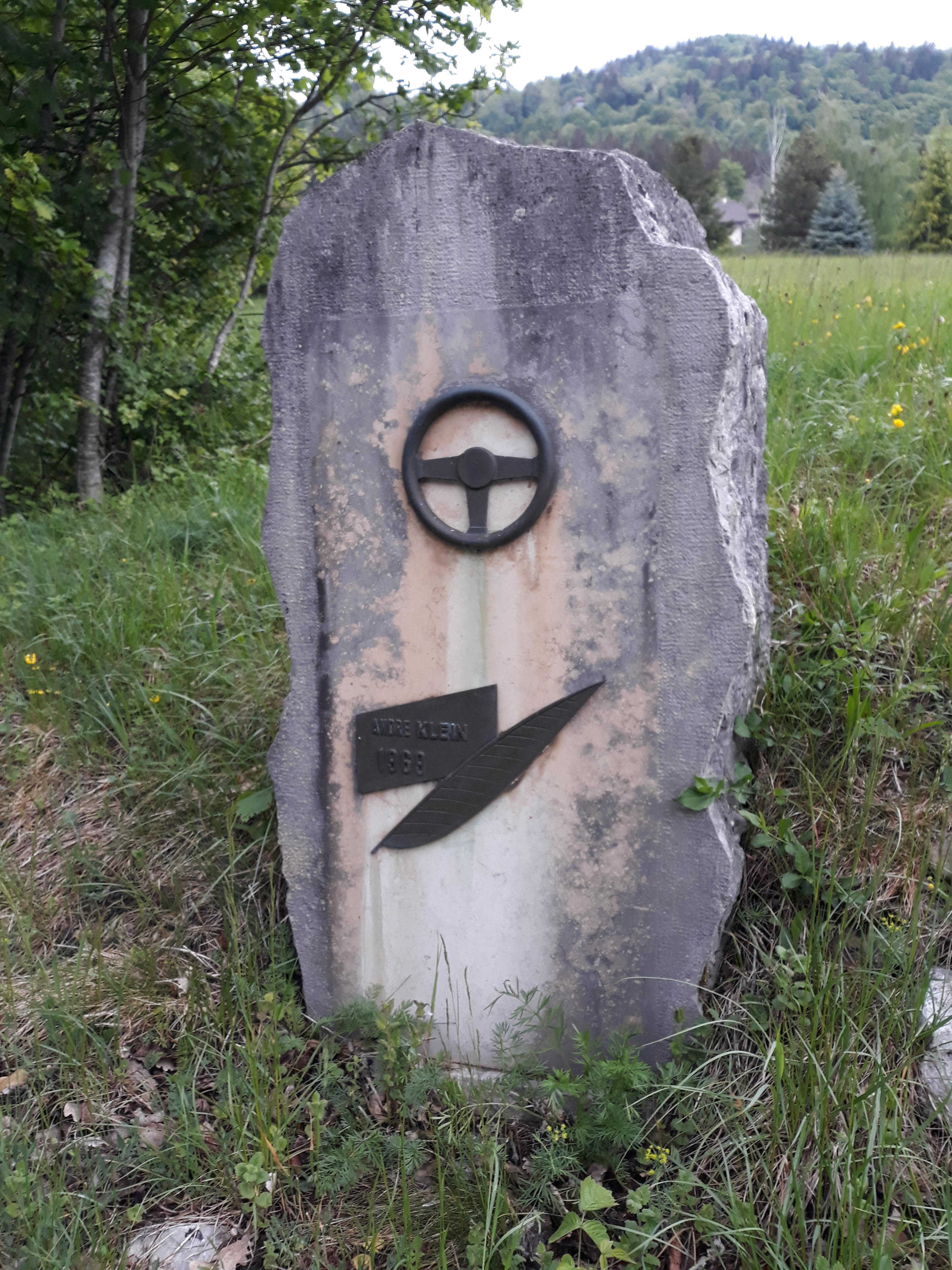
Cénotaphe André Klein sur la D1005 à Gex.

Redevenue internationale le 30 août 1953 à sa septième édition (acceptant en 1954 des motos et des voitures de course, tout en étant retenue au championnat helvétique) et deuxième course française à être inscrite au calendrier du championnat d'Europe de la montagne en juin au début des années 1960, après celle du Mont Ventoux dès 1957, elle fut notamment remportée par Joseph Collomb (1907, sur Pilain 24hp), Georges Deydier (1908, sur Cottin-Desgouttes 50 hp), les italiens "Jules" Foresti (1922, sur Ballot avec un prénom francisé pour la circonstance) et Mario Lepori (1925, sur Bugatti 1.5L.), puis par les suisses Willy Daetwyler (1953 sur Alfa Romeo à compresseur et 1957 sur Maserati 200SI, premier champion d'Europe EHCC en 1957), Tommy Spychiger (1961, sur Porsche RS1600) et Heini Walter (1962, sur Porsche RS, alors que la même année Henri Oreiller remporte la catégorie GT sur Ferrari GTO). Les courses se poursuivirent jusqu'aux années 1970.
En 1923, l'Italien Evasio Lampiano décéda durant la course sur Fiat 804 2L. (vainqueur de l'édition G. Beck, sur Bugatti). Une stèle rappelle l'évènement à l'intérieur du virage Lampiano où eut lieu le drame.
En 1961 et 1962, le classement était déterminé par l'addition des temps des deux montées autorisées.
Le 7 septembre 1969, le pilote André Klein se tue dans un accident, sur la RN05. Un cénotaphe marque l'endroit de celui-ci.